# SIGTSTP
Au sein des plateformes répondant aux normes POSIX, SIGTSTP est un signal, généralement émis par la commande clavier CTRL+z, qui permet de suspendre le programme en cours. Le signal SIGCONT permet de reprendre le programme.